# ダッタージー・ラーオ・シンディア
ダッタージー・ラーオ・シンディア（Dattaji Rao Scindia, 1723年 - 1760年1月10日）は、インドのマラーター同盟、シンディア家の一員。

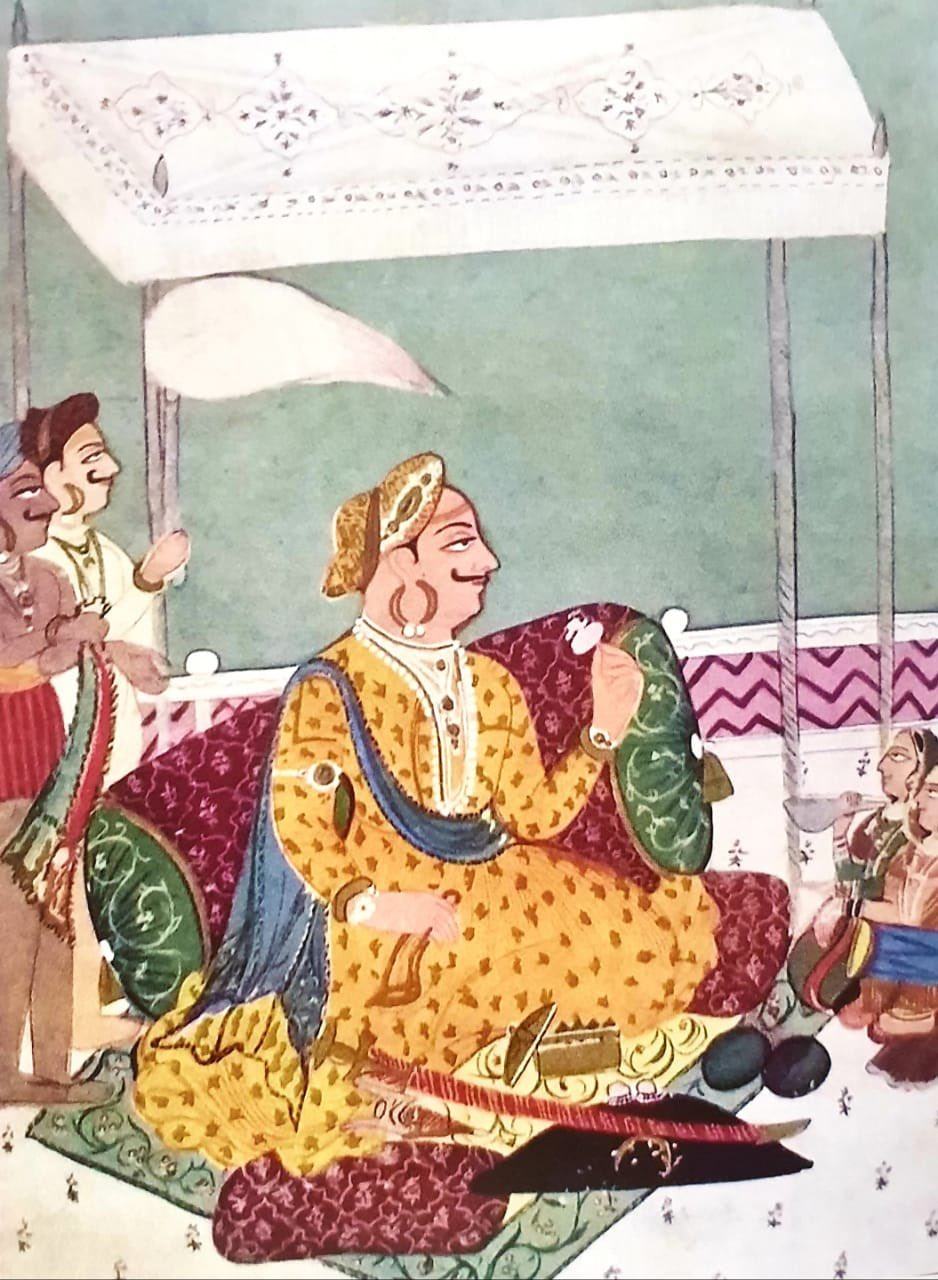

## 生涯
1723年、シンディア家の当主ラーノージー・ラーオ・シンディアの次男として生まれた。
1755年7月25日、兄で当主であったジャヤッパージー・ラーオ・シンディアが死亡し、その幼い息子ジャンコージー・ラーオ・シンディアが当主となると、その摂政となった。
1758年には、ラグナート・ラーオとともにアフガン勢力ドゥッラーニー朝を駆逐し、パンジャーブ一帯を占領した。
1760年1月10日、ダッタージー・ラーオはデリー近郊でアフマド・シャー・ドゥッラーニー率いるアフガン軍との戦闘に敗れ、捕えられて殺害された（バラリ・ガートの戦い）。